# Maunzenweiher
Der Maunzenweiher ist ein etwa zwei Hektar großer, durchschnittlich 1,5 m tiefer Teich im Südosten der hessischen Stadt Frankfurt am Main. In dem Weiher liegen zwei kleine baumbewachsene Inseln. Das Stillgewässer liegt auf dem Gebiet des Stadtteils Sachsenhausen im Frankfurter Stadtwald. Der Teich gehört zum Landschaftsschutzgebiet des Frankfurter Grüngürtels.

## Lage
Der Maunzenweiher liegt am äußersten östlichen Rand des südlich des Flusses Main gelegenen Stadtteils Sachsenhausen und gleichzeitig am südöstlichen Rand des Frankfurter Stadtwaldes. Im Osten grenzt das Gewässer an den Offenbacher Stadtteil Lauterborn. Auf dessen Gemeindegebiet führt ein Abschnitt der Bundesautobahn 661 in etwa 250 m Entfernung östlich am Maunzenweiher vorbei. Ebenfalls in ungefähr 250 m Entfernung auf Lauterborner Gebiet liegt nordöstlich der etwas kleinere Buchrainweiher. Im Norden grenzt der Maunzenweiher an den Frankfurter Stadtteil Oberrad.

## Geschichte
Der Maunzenweiher geht auf eine von mehreren trichterförmigen Kuhlen in dem Gebiet zurück, in denen Töpfer aus Oberrad einen tonhaltigen Lehm („Lettenton“) abbauten, um daraus Töpferwaren herzustellen. Diese Abbautätigkeit gab der Gegend, in der der heutige Teich liegt, den Flurnamen Lettigkaut (Lehmkuhle). Nachdem die Kuhlen aufgegeben worden waren, füllten sie sich allmählich mit Regenwasser.
Im Jahr 1928 begann der damalige Leiter des Frankfurter Forstamtes, Hans Bernhard Jacobi (Namensgeber des ebenso im Stadtwald gelegenen Jacobiweihers) mit Planungen, die heute als Maunzenweiher bekannte Kuhle als Teich anzulegen. Im November 1931 konnte dieser Teich der Öffentlichkeit zugänglich gemacht werden; gleichzeitig mit der Einweihung des ebenfalls unter der Leitung von Jacobi geplanten und gebauten Goetheturms, der etwa eineinhalb Kilometer nordwestlich vom Maunzenweiher entfernt im Stadtwald stand.
Es wird vermutet, dass der Name Maunzenweiher von den Lautäußerungen von Wildkatzen (Felis silvestris) abgeleitet ist, die im Frankfurter Stadtwald – zu in der Literatur nicht näher bestimmten „früheren Zeiten“ – heimisch gewesen sein sollen.
Der Maunzenweiher dient der Erholung und Naturbetrachtung. Um den Teich herum führt ein Rundweg, an dem Bänke aufgestellt sind. Eine Nutzung des Gewässers zum Baden und Schwimmen und für Wassersport ist nicht vorgesehen.

## Verkehrsanbindung
Da der Maunzenweiher abseits von für den motorisierten Straßenverkehr freigegebenen Verkehrswegen liegt, ist er für Privatpersonen direkt nur zu Fuß, mit dem Fahrrad oder auf Reitpferden erreichbar. Ein Abschnitt des Frankfurter Grüngürtel-Rundwanderwegs führt in wenigen Metern Entfernung am nördlichen Ufer des Gewässers vorbei. Die Anfahrt mit privaten Kraftfahrzeugen und mit Transportmitteln des öffentlichen Personennahverkehrs macht einen zusätzlichen Fußweg von bis drei Kilometern Länge (eine Strecke) erforderlich.
Die nächstgelegenen Haltestellen der Verkehrsgesellschaft Frankfurt am Main sind die von den Straßenbahnlinien 15 und 16 angefahrene Haltestelle Buchrainstraße in Oberrad-Mitte (etwa 2 km Fußweg) und die von den Buslinien 30 und 36 bediente Haltestelle Hainer Weg auf dem Sachsenhäuser Berg in der Nähe des Frankfurter Südfriedhofs (ca. 3 km Fußweg). Der nächstgelegene Parkplatz für den motorisierten Individualverkehr befindet sich in etwa eineinhalb Kilometern Entfernung vom Maunzenweiher am Goetheturm.